# Manuel Rodríguez Codolà
Manuel Rodríguez Codolà   (Barcelona, 19 de maig de 1872 - Barcelona, 16 de juliol de 1946) fou un pintor, escriptor, periodista, professor i crític d'art català. Format a la Llotja, fou professor d'aquesta escola i, més endavant, entrà com a redactor a La Vanguardia, on va treballar durant més de trenta anys, destacant com a autor de les crítiques artístiques. També va fundar i col·laborar amb altres publicacions, a més d'escriure diverses obres.
Va néixer el 19 de maig de 1872 a Barcelona. Es formà a l'Escola de la Llotja, iniciant els estudis el 1884 de dues branques simultàniament: ensenyaments d'aplicació i ensenyaments superiors de pintura, escultura i gravat. Tingué com a professors, entre d'altres, a Lluís Rigalt, Antoni Caba, Jeroni Faraudo, Josep Mirabent i Francesc Miquel. També es formà en el taller de Ramon Martí i Alsina. A finals de segle xix va concórrer a les exposicions generals de belles arts de Barcelona de 1891, 1894 i 1896, sent premiat a la darrera, a més de participar en altres exposicions al Círculo Artístico o la Sala Parés. Anirà abandonant l'activitat artística, si més no l'expositiva, la darrera constància de la qual és de 1916.
El 1899 fou nomenat professor d'estètica a la Llotja i el 1908 passà a ser professor titular de teoria i història de les belles arts a l'Escola de Belles Arts de Barcelona. Paral·lelament va entrar a treballar a La Vanguardia, on va ser redactor durant més de trenta anys, des de 1897 en la crítica artística i teatral, passant a ser crític d'art titular el 1905. Hom considera la seva visió de l'art com moderada, paternalista i tendent a l'academicisme i la contemporització. També col·laborà amb altres revistes com Barcelona Cómica (1894-1896), Hojas Selectas (1902-1903) i Arquitectura, Bellas Artes y Decoración (1903), i fundà la revista Museum. Altrament, va ser autor de diverses publicacions com La pintura en la Exposición de París (1900) o Historia de España (1919), a més de monografies sobre els artistes Javier Gosé, Segismundo de Nagy i Benet Mercader.
Va ser membre de diverses institucions, entre les quals va ser acadèmic-secretari perpetu de la Reial Acadèmia de Belles Arts de Sant Jordi, acadèmic corresponent de la de Sant Ferran de Madrid, la de Bones Lletres de Sevilla, la de Ciències, Belles Arts i Nobles Arts de Còrdova, membre de l'Acadèmia de Ciències i Arts de Barcelona i president de la Comissió Provincial de Monuments Històrics de Barcelona. També va ser el primer president, el 1903, del Foment de les Arts i el Disseny. Va ser distingit amb l'Orde de Sant Maurici i Sant Llàtzer i la Creu de Cavaller de l'Orde de la Corona d'Itàlia.
En l'àmbit personal, es casà dues vegades. Primer amb Desideria Mijares, de qui nasqué Enric Rodríguez Mijares, redactor del Diario de Barcelona, i en enviudar, es casà amb Àngela Sanfeliu, amb qui tingué dos fills, Loreto i Josep. Manuel Rodríguez va morir a Barcelona el 16 de juliol de 1946, als 74 anys, a causa d'un atac cardíac.